# Sisinios II
Sisinios II (?-998) fut patriarche de Constantinople du 12 avril 996 au 24 août 998.

## Biographie
Simple laïc et ancien médecin, il devient néanmoins patriarche, succédant à Nicolas II Chrysobergès le 12 avril 996 après un interrègne de quatre ans ayant commencé le 16 décembre 992, date du décès du précédent patriarche. Cette nomination et cette longue vacance peut laisser penser à une certaine ingérence de Basile II dans les affaires de l'Église en faisant passer ses choix avant ceux du synode. Son patriarcat ne fut marqué par aucun évènement particulier. Toutefois Jean Skylitzès souligne : « qu'il réconcilia ceux que la tétragamie (de l'empereur Léon depuis qu'Euthyme avait accepté celui-ci à la communion) faisait hésiter ».
Après sa disparition, le siège resta sans titulaire une seconde fois pendant trois ans.